# Robert Petre den yngre
Robert Petre, (även Petré) född 1678 i Arboga, död 13 april 1725 i Torsåkers socken, Gästrikland, var en svensk soldat och läsare, känd för att i dagboksform ha dokumenterat vardagen och verksamheten för Karl XII:s karoliner. Forskning kring Petre har också spelat roll för att belägga karolinernas betydelse för pietismens spridning till Sverige.

## Biografi
Robert Petres tidiga år är inte dokumenterade, men 1700 blev han auskultant hos häradshövding Mauritz Biörner i Medelpads domsaga.
År 1702 tog han värvning vid Hälsinge regemente, Delsbo kompani. Hans första befattning var som mönsterskrivare, från 1706 var han fänrik vid kompaniet.
Dagboken behandlar i huvudsak arméns tid i Kurland i Baltikum åren 1702–1708, och beskriver så väl fältslag och marscher som långa perioder av uppehåll från egentliga krigsrörelser. Bland de ekonomiska detaljerna skildras uniformering, regementes organisation och officerare, beväpning, och anskaffning av mat. Petre framhålls som en annorlunda krönikör genom att han också dokumenterar sina känslor inför krigsscenerna.
Petre blev tillfångatagen den 28 juni 1709 efter slaget vid Poltava, och vistades under fångenskapen i Solvitschegodsk vid Vytjegda-floden i Archangelsk i norra Ryssland. Han återvände från fångenskapen 24 maj 1722 och bodde därefter i ett soldatboställe i Torsåker, Gästrikland till sin död.
Petre hade under sin tid i armén författat en dagbok som sträckte sig från 20 april 1702 till 22 juni 1709. Hans namn blev känt efter att August Quennerstedt publicerat Petres dagbok i Karolinska krigares dagböcker.
Senare forskning har även framhållit Petre som läsare och exempel på hur kringsfångar i Karl XII:s arméer bidrog till att sprida pietismen till Sverige. Även om dagboksanteckningarna är sparsamma kring hans religiösa utveckling ger bouppteckningen efter Petre bland annat stöd för den litteraturmission som den tyske teologen August Herman Francke bedrev gentemot de svenska fångarna.